# Bin-Jip (banda)
Bin-Jip es un grupo musical húngaro de música electrónica, formado por Veronika Harcsa como cantante y escritora, Bálint Gyémánt como guitarrista y Józsa András como productor y DJ.

## Historia
El nombre de la banda Bin-Jip ("Hogares Vacíos") tiene su origen en una película surcoreana, que es muy apreciada por el grupo. La extraña historia de la película tiene lugar en apartamentos y habitaciones, de forma similar a los comienzos de la banda, que empezó la casa de Józsa András donde escribieron sus primeras canciones y decidieron formar una banda.
Tres jóvenes músicos están detrás del curioso nombre "Bin-Jip"; Harcsa Veronika como cantante y compositora, Bálint Gyémánt como guitarrista y Józsa András como productor y DJ.
Antes de su primera aparición en público en 2010 trabajaron durante más de un año perfeccionando sus melodías, que describen como más eclécticas, modernas y experimentales que sus proyectos anteriores.

## Discografía
Su álbum debut Enter fue lanzado en otoño de 2010 por su propio sello Lab6 en Hungría y por Whereabouts Records en Japón. En este momento y durante la siguiente gira, Zsolt Kaltenecker también fue miembro de la agrupación. Enter ganó el álbum alternativo del Premio Fonogram 2011 en Hungría.
Su segundo álbum Heavy fue lanzado en diciembre de 2014.